# Lagochile solimoensis
Lagochile solimoensis är en skalbaggsart som beskrevs av Friedrich Ohaus 1903. 
Lagochile solimoensis ingår i släktet Lagochile och familjen Rutelidae. Inga underarter finns listade i Catalogue of Life.